# Francisco de Assis Pires
Francisco de Assis Pires (* 4. Oktober 1880 in Salvador, Bahia; † 10. Februar 1960) war ein brasilianischer römisch-katholischer Geistlicher und Bischof von Crato.

## Leben
Francisco de Assis Pires empfing am 14. April 1903 das Sakrament der Priesterweihe.
Am 11. August 1931 ernannte ihn Papst Pius XI. zum Bischof von Crato. Der Erzbischof von São Salvador da Bahia, Augusto Álvaro da Silva, spendete ihm am 6. Dezember desselben Jahres die Bischofsweihe; Mitkonsekratoren waren der Bischof von Guaxupé, Ranulfo da Silva Farias, und der Bischof von Barra, Adalberto Accioli Sobral.
Am 11. Juli 1959 nahm Papst Johannes XXIII. das von Francisco de Assis Pires vorgebrachte Rücktrittsgesuch an und ernannte ihn zum Titularerzbischof von Antiochia in Pisidien.